# Francisco Xavier Ferreira
Francisco Xavier Ferreira (Colônia do Sacramento, 4 de dezembro de 1771 — 23 de abril de 1838) foi um jornalista, farmacêutico, poeta e político brasileiro.

## Biografia
Jovem foi morar no Rio de Janeiro, lá foi acusado de ter se apropriado do dinheiro de seu padrinho, sendo preso e degredado para o Rio Grande.  Estudou e se reafirmou como farmacêutico, recebendo o apelido de Chico da Botica.
Casado com Ana Joaquina de Santana, filha de João Rodrigues dos Santos e de Teresa de Jesus Sá, teve um único filho, Inácio Xavier Ferreira.
Homem culto e erudito, sua biblioteca pessoal era a maior da província no período colonial, com cerca de 760 títulos dos mais distintos setores: literatura francesa e portuguesa, Filosofia, Direito, Economia, política, Ciências Naturais, físicas, químicas e matemáticas.

## Jornalista e político
Fundou e dirigiu o jornal O Noticiador, primeiro jornal do Rio Grande. Em sua gráfica também imprimia o jornal O Propagador da Indústria Rio-Grandense.
Foi membro da junta governativa gaúcha de 1822-1824.
Foi maçom e membro da Sociedade Defensora, de quem foi secretário e presidente. Seguiu facilmente a carreira política, sendo eleito inicialmente vereador no Rio Grande. Teve papel decisivo na elaboração e votação da lei que elevou a vila do Rio Grande à categoria de cidade, em 27 de junho de 1835. Depois eleito deputado provincial na 1ª Legislatura da Assembléia Legislativa Provincial do Rio Grande do Sul, era republicano, porém não separatista.
Na Revolução Farroupilha, era presidente da Assembleia Legislativa, quando da retomada de Porto Alegre pelas forças legalistas. Foi preso na Presiganga e depois enviado ao Rio de Janeiro, onde faleceu no calabouço da Fortaleza de Nossa Senhora da Conceição da Ilha de Villegagnon, em 1838.
Como homenagem, a Praça do Comércio na cidade do Rio Grande, ao ser comemorado o centenário da Lei Provincial que a elevou de  Vila do Rio Grande à categoria de cidade, passou a ser chamada, a partir de então, de Praça Xavier Ferreira.